# Emma Marrone
Emma Marrone, född 25 maj 1984 i Florens, är en italiensk sångerska.

## Karriär

### Tidiga åren
Marrone växte upp i staden Aradeo och inspirerades av sin far Rosario till att satsa på musiken. Efter att ha gått på gymnasiet startade hennes professionella musikkarriär år 2003 i och med hennes deltagande i den italienska versionen av TV-programmet Popstars. Tillsammans med Laura Pisu och Colomba Pane vann hon tävlingen som en av medlemmarna i musikgruppen Lucky Star. Efteråt släpptes gruppens debutsingel "Stile". Gruppen släppte även ett album med titeln LS3 innan den upplöstes år 2006. Marrone gick med i ett nytt band med namnet M.J.U.R (Mad Jesters Until Rave) som släppte sitt självbetitlade debutalbum MJUR år 2008. År 2009 deltog hon i talangtävlingen Amici di Maria De Filippi och vann den med. Detta ledde till att hon år 2010 kunde påbörja en framgångsrik solokarriär.

### Solokarriär
År 2010 gavs hennes debut-EP Oltre ut av UMG vilket genast ledde till stor framgång då den toppade den italienska albumlistan och certifierades två gånger platina för försäljning av fler än 120 000 exemplar. Debut-solosingeln "Calore" blev också en singeletta. Fler singlar gavs ut under året och den 19 oktober gavs till slut hennes debutalbum A me piace così ut, vilket nådde andra plats på albumlistan. I början av år 2011 fick Marrone en ny singeletta med låten "Arriverà" som framförs tillsammans med bandet Modà. Ett nytt album med titeln Sarò libera gavs ut den 20 september 2011 och skivans första singel med samma titel nådde fjärde plats på singellistan medan albumet toppade albumlistan. Succén fortsatte 2012 då hon vann det årets upplaga av San Remo-festivalen med låten "Non è l'inferno". Både den vinnande låten och hennes efterföljande singel "Cercavo amore" blev singelettor i Italien. Den officiella musikvideon till "Cercavo amore" hade i januari 2013 fler än 4 miljoner visningar på Youtube.
Den 22 januari 2014 meddelade TV-bolaget RAI att Marrone internt hade valts ut att representera Italien i Eurovision Song Contest 2014. Två dagar senare meddelade RAI att Marrone ska tävla med låten "La mia città".

## Diskografi

### Album
- 2010 - A me piace così
- 2011 - Sarò libera

### EP-skivor
- 2010 - Oltre

### Singlar
- 2010 - "Calore"
- 2010 - "Un sogno a costo zero"
- 2010 - "Sembra strano"
- 2010 - "Con le nuvole"
- 2010 - "Cullami"
- 2011 - "Arriverà" (med Modà)
- 2011 - "Io son per te l'amore"
- 2011 - "Sarò libera"
- 2011 - "Tra passione e lacrime"
- 2012 - "Non è l'inferno"
- 2012 - "Cercavo amore"
- 2012 - "Maledetto quel giorno"

## Filmografi (skådespelare)
- 2012 – Benvenuti al Nord
- 2020 – Gli anni più belli